# Ivan Konstantinovič Ajvazovski
Ivan Konstantinovič Ajvazovski (tudi Gajvazovski) (rusko Ива́н Константи́нович Айвазо́вский, tudi Гайвазовский, armensko Հովհաննես Կոստանդինի Հայվազյան, Oganes Gajvazjan), ruski slikar armenskega rodu, * 29. julij 1817, Feodozija, Krim, Rusija, † 5. maj 1900, Feodozija.
Ajvazovski je eden od začetnikov slikanja krajin v ruskem slikarstvu.
Znan je predvsem po slikanju morja in pomorskih bitk.